# Kew Jaliens
Kew Raffique Jaliens (Róterdam, 15 de septiembre de 1978) es un exfutbolista neerlandés que jugaba de defensa central o lateral.
El exseleccionador de Surinam, Kenneth Jaliens, es su tío.

## Biografía
Jaliens comenzó su carrera en el Sparta Rotterdam en cuyo equipo jugó durante cuatro temporadas, en las que disputó 79 partidos y anotó cinco goles. En 1999, Jaliens firmó un contrato para jugar con el Willem II, en el que estuvo cinco temporadas, teniendo nuevamente un muy buen rendimiento. Después de su paso por el club de Tilburg, fichó por el AZ Alkmaar.

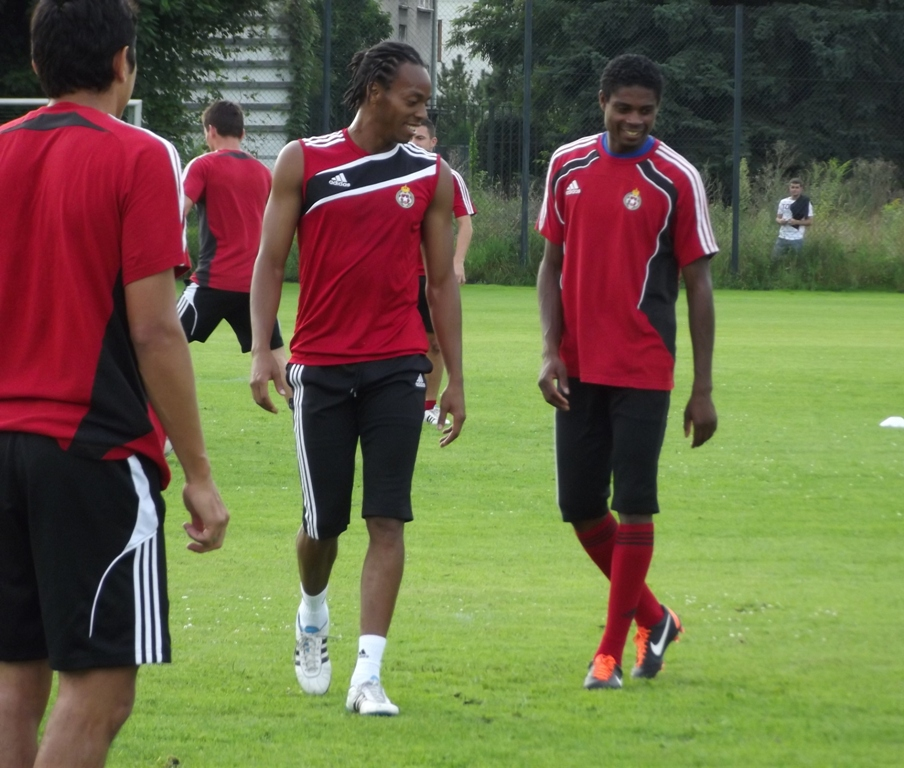
En el Wisła Cracovia (derecha) junto a Júnior Díaz (izquierda).

En 2011 saldría de su país para jugar en Polonia con el Wisła Cracovia. Allí estaría tres años, previo a su ida al fútbol australiano y su posterior retiro.

## Selección nacional

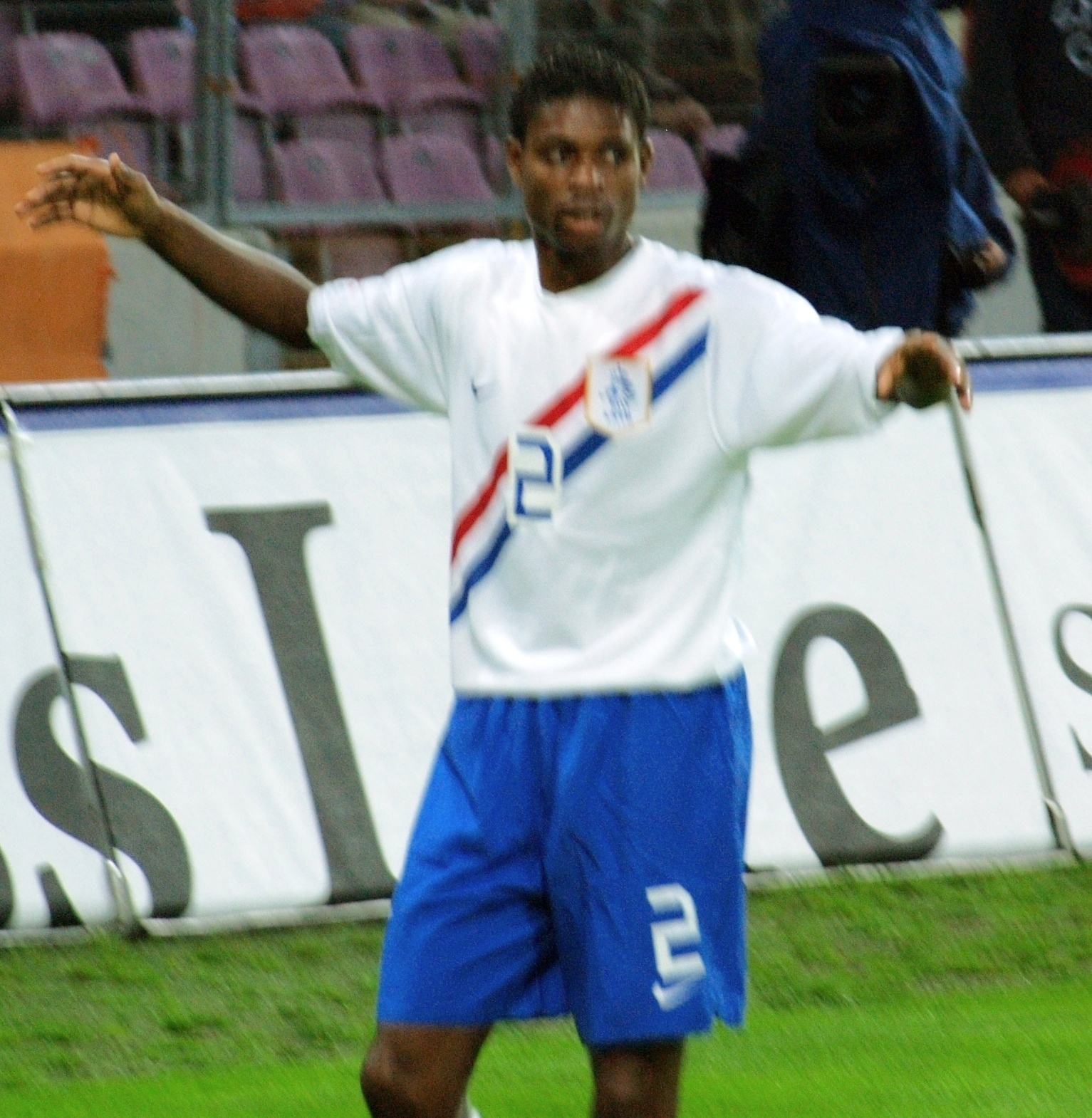
Jailens en un partido contra Suiza en 2007

Ha jugado en la selección de fútbol de los Países Bajos en diez ocasiones, entre 2006 y 2007.
Fue seleccionado entre los 23 jugadores que disputaron la Copa Mundial de Fútbol del año 2006, celebrada en Alemania.

### Participaciones en Copas del Mundo
| Edición                        | Sede     | Resultado        |
| ------------------------------ | -------- | ---------------- |
| Copa Mundial de Fútbol de 2006 | Alemania | Octavos de final |

### Participaciones en Juegos Olímpicos
| Juegos Olímpicos               | Sede  | Resultado        |
| ------------------------------ | ----- | ---------------- |
| Juegos Olímpicos de Pekín 2008 | Pekín | Cuartos de final |

## Estadísticas
| Temporada | Club                  | Competición | Partidos | Goles |
| --------- | --------------------- | ----------- | -------- | ----- |
| 1996/97   | Sparta Rotterdam      | Eredivisie  | 2        | 0     |
| 1997/98   | Sparta Rotterdam      | Eredivisie  | 33       | 3     |
| 1998/99   | Sparta Rotterdam      | Eredivisie  | 40       | 1     |
| 1999/00   | Sparta Rotterdam      | Eredivisie  | 4        | 1     |
| 1999/00   | Willem II             | Eredivisie  | 28       | 0     |
| 2000/01   | Willem II             | Eredivisie  | 33       | 2     |
| 2001/02   | Willem II             | Eredivisie  | 32       | 0     |
| 2002/03   | Willem II             | Eredivisie  | 39       | 3     |
| 2003/04   | Willem II             | Eredivisie  | 39       | 1     |
| 2004/05   | AZ Alkmaar            | Eredivisie  | 31       | 2     |
| 2005/06   | AZ Alkmaar            | Eredivisie  | 41       | 2     |
| 2006/07   | AZ Alkmaar            | Eredivisie  | 46       | 1     |
| 2007/08   | AZ Alkmaar            | Eredivisie  | 37       | 3     |
| 2008/09   | AZ Alkmaar            | Eredivisie  | 27       | 1     |
| 2009/10   | AZ Alkmaar            | Eredivisie  | 31       | 0     |
| 2010/11   | AZ Alkmaar            | Eredivisie  | 18       | 1     |
| 2010/11   | Wisla Cracovia        | Ekstraklasa | 14       | 0     |
| 2011/12   | Wisla Cracovia        | Ekstraklasa | 34       | 1     |
| 2012/13   | Wisla Cracovia        | Ekstraklasa | 19       | 0     |
| 2013/14   | Newcastle United Jets | A-League    | 23       | 2     |
| 2014/15   | Newcastle United Jets | A-League    | 5        | 0     |
| 2013/14   | Melbourne City        | A-League    | 10       | 1     |
|           |                       | Total       | 586      | 25    |